# Penningtons
Pour les articles homonymes, voir Pennington.
Penningtons est une chaîne canadienne de magasins d'habillement spécialisés dans les vêtements de grande taille (en) pour femmes. Elle est une filiale de la société canadienne Reitmans, qui compte plusieurs autres chaînes de magasins.

## Histoire
Penningtons est créé peu après la fin de la Seconde Guerre mondiale par William Drevnig et Albert Sherman, en convertissant leur magasin de vêtements de taille régulière Cotton Town en Penningtons. Les deux avait remarqué le manque de variété pour les femmes de grande taille et que les vêtements « plus » dans les grandes chaînes comme Eaton et La Baie d'Hudson visaient une clientèle plus vieille. La compagnie entre dans le marché boursier en 1969, avec alors 19 magasins en opération. En 1978, la compagnie s'était étendue à travers le Canada, avec plus de mille employés. En 1982, 82 magasins Penningtons et dix magasins Liz Porter, une nouvelle marque lancée pour satisfaire la jeune clientèle, opéraient au Canada. En 1979, la compagnie étend son marché aux États-Unis sous le nom Penningtons du Canada. Depuis les années 1950, Penningtons était la principale chaîne canadienne de vêtements féminins de grande taille, mais dans les années 1980, des concurrents offrant des collections plus à jour, comme Addition Elle et Antys, ouvrent, et les ventes de Penningtons diminuent. Le marché américain est encore plus compétitif, et cela force la fermeture de Penningtons du Canada au début des années 1990. En grande difficulté financière, Penningtons est vendu à Reitmans en 1995 et devient l'une de ses marques.
En 2002, 119 magasins étaient en opération. Avec à son apogée 135 magasins à travers dix provinces, Penningtons, comme sa maison mère, a souffert de l'apocalypse du commerce de détail (en), qui a vu plusieurs chaînes fermer chez Reitmans, comme Smart Set, Thyme Maternité et Addition Elle. Penningtons n'a pas fermé, mais son nombre de magasins a diminué[réf. nécessaire]. En 2020, il y avait 93 magasins Penningtons. En 2021, on trouvait 92 magasins à travers le pays. En novembre 2021, après une enquête de Radio Canada sur l'externalisation des manufactures au Canada, Reitmans annonce retirer quatre modèles de vêtements Penningtons qui étaient fabriqués dans des usines de travail forcé en Corée du Nord. En 2022, 90 magasins étaient répartis à travers le pays.
En 2022, Penningtons annonce effectuer un rebranding, en changeant le nom de ses magasins pour PENN., pour attirer une clientèle féminine plus diverse et jeune. Dans le même projet de refonte, la marque ouvre dix nouveaux magasins en Ontario et au Québec, où sont les plus grandes parts du marché. La marque Addition Elle a été fusionnée à PENN. et est maintenant disponible dans leurs magasins,. En 2023, Penningtons était la marque la plus en croissance de Reitmans, puisqu'elle n'a virtuellement aucune concurrence sur le marché canadien.

## Produits
Penningtons est spécialisé dans les vêtements de grande taille pour femmes, variant de 14 à 32. On y trouve des vêtements de tous les jours, des pyjamas, des vêtements de travail, ainsi que des vêtements de sport. On y trouve aussi des manteaux, de la lingerie, des maillots de bain et des chaussures.
La chaîne dispose aussi d'un site web pour le commerce en ligne et ses produits sont vendus sur le site de Reitmans avec RW&CO. et Reitmans,. La chaîne a son propre programme de carte de fidélité.